# Járnsaxa
Járnsaxa je obryně ze severské mytologie. Je milenkou boha Thóra, jednoho z nejmocnějších severských bohů, s nímž měla dva syny a to Módiho[zdroj?] a Magniho, který byl Thórovým oblíbeným synem.  
Jméno Járnsaxa má podle některých pramenů také jedna z devíti matek Heimdalla, což jsou  Aegirovi dcery.